# Scuola all'aperto Fortuzzi
La scuola all'aperto Fortuzzi fu istituita come scuola elementare per bambini gracili a Bologna nel 1917.

## Storia
La costruzione della scuola fu deliberata dalla giunta socialista di Bologna del sindaco Zanardi e dell'assessore Longhena all'interno del parco cittadino dei Giardini Margherita. 
Essa all'origine era costituita da tre padiglioni destinati ad accogliere tre classi di bambini gracili e bisognosi di una vita all'aperto, igienica e a contatto con la natura. 
Il riferimento pedagogico guardava alle esperienze simili maturate negli ultimi decenni in molte città europee e che in questo caso si saldavano particolarmente con il programma sociale dell'amministrazione e con una visione dell'istruzione pubblica a sostegno dell'infanzia povera delle classi lavoratrici. 
La scuola fu significativamente intitolata a Fernando Fortuzzi, un “modesto facchino, ignoto autodidatta”, consigliere comunale socialista, contrario alla guerra e deceduto per malattia contratta al fronte. Nei primi anni fu affidata alla direzione della maestra Argia Mingarelli. 
Essa non doveva solo essere d'aiuto ai bambini a rischio di tubercolosi come “prevenzione contro le future malattie”, ma si proponeva anche di “togliere la scuola dall'astrattismo tradizionale e inquadrarla come attività operante nella realtà della vita”.
Per il funzionamento della scuola furono acquistati materiali che davano risalto alla didattica all'aperto: tappeti di lana e cotone per permettere agli allievi di sdraiarsi sull'erba, seggioline e banchi pieghevoli per le lezioni, mantelle e zoccoli da indossare nei giorni piovosi.
La cronaca dei primi anni di scuola trovò un collettore nel Giornalino della scuola all'aperto, istituito dalla direttrice Argia Mingarelli come “specchio fedele della vita scolastica” e pubblicato tra il 1921 e il 1924.
Dal 1975 la scuola Fortuzzi ha iniziato a funzionare con la formula didattica del tempo pieno e nel 2019 è entrata a far parte della rete delle scuole all'aperto. Negli anni ottanta i padiglioni sono stati ristrutturati e accorpati in una struttura unitaria che ospita due sezioni di scuola primaria (10 classi).